# Familia Vergara
La familia Vergara o los Vergara son una de las familias más antiguas y aristocráticas de Colombia y Chile.Tuvieron gran influencia político-militar durante los siglos XVII, XVIII y XIX. Cuatro de sus miembros ocuparon la presidencia de Colombia, y varios otros desempeñaron los más altos cargos públicos y ocupando delicados puestos en los gobiernos coloniales y en las repúblicas de los actuales Colombia y Chile.

## Colombia
Considerada una de las primeras familias de españoles en el Nuevo Reino de Granada, y una de las más antiguas de Colombia por su relación con varios conquistadores, es también una de las primeras dinastías burocráticas y clanes políticos del país.
Descendientes de nobleza navarra y de diferentes casas solares del País Vasco hacia la Edad Media, más específicamente de la Casa noble de Azcárate, la familia tiene sus orígenes en el valle de Araiz, Navarra y en la villa de Vergara donde se conserva el palacio de la familia llamado Palacio Azcárate Marutegui (1541) en el centro del pueblo, municipio de Guipúzcoa, País Vasco, España. El apellido Azcárate pasó del valle de Araiz a la provincia de Guipúzcoa fundando nuevas casas en Abalcisqueta, Azcoitia, Azpeitia, Berástegui, Cizúrquil, Elgóibar, Elduayen, Elgóibar, Elgueta. Oñate, San Sebastián, Tolosa y finalmente Vergara, caserío de donde proviene esta rama de la familia. caserío fundado con honores de villa por el Rey Alonso el sabio en el año de 1268. Un ancestro notable de los Vergara Azcárate fue Juan Martínez de Azcárate que fue alcalde de la villa de Vergara en 1391.[cita requerida]
El abuelo del fundador de esta rama de la familia Vergara Azcárate fue el barón Martin de Vergara y Azcárate nacido en 1470 en Vergara, Guipúzcoa. y falleció en Getafe en 1527, recibió su título nobiliario por carta ejecutoria de Hidalguía en la Real Cancillería de Valladolid en 1515. Martín unió a su apellido Azcárate el toponimio de su procedencia, Vergara, y a la familia se le conoció desde entonces como Vergara y Azcárate o Vergara Azcárate.

### Nuevo Reino de Granada
Llegaron a América como conquistadores españoles y oficiales de la corona española entre el siglo XVI y XVII. Los primeros de la familia en llegar al Nuevo Reino de Granada fueron el gobernador y capitán Francisco de Vergara Azcárate y Seseña, el ingeniero y capitán Alonso Turrillo de Yebra y Antonio de Vergara Azcárate, caballero de la orden de Santiago y luego gobernador de la provincia de Cartagena de Indias, Maracaibo, Mérida y La grita, también tesorero de la casa de la Moneda de Santafé y alcalde de la misma ciudad.
Fue una familia colonial distinguida, aristocrática y poderosa de la sociedad de la sabana de Bogotá. Su prominencia en la Nueva Granada virreinal y en las repúblicas posteriores se debe en parte a sus conexiones con otras familias de la aristocracia criolla. Junto con los Arboledas, los Caicedos, los Vélez, Los Sanz de Santamaría, Los Ricaurtes, los Lozanos, los Manriques,y la familia terrateniente de los Mosqueras, los vergara conformaban parte de la élite criolla a finales del virreinato y principios de Colombia.

### Capilla del Sagrario de Bogotá

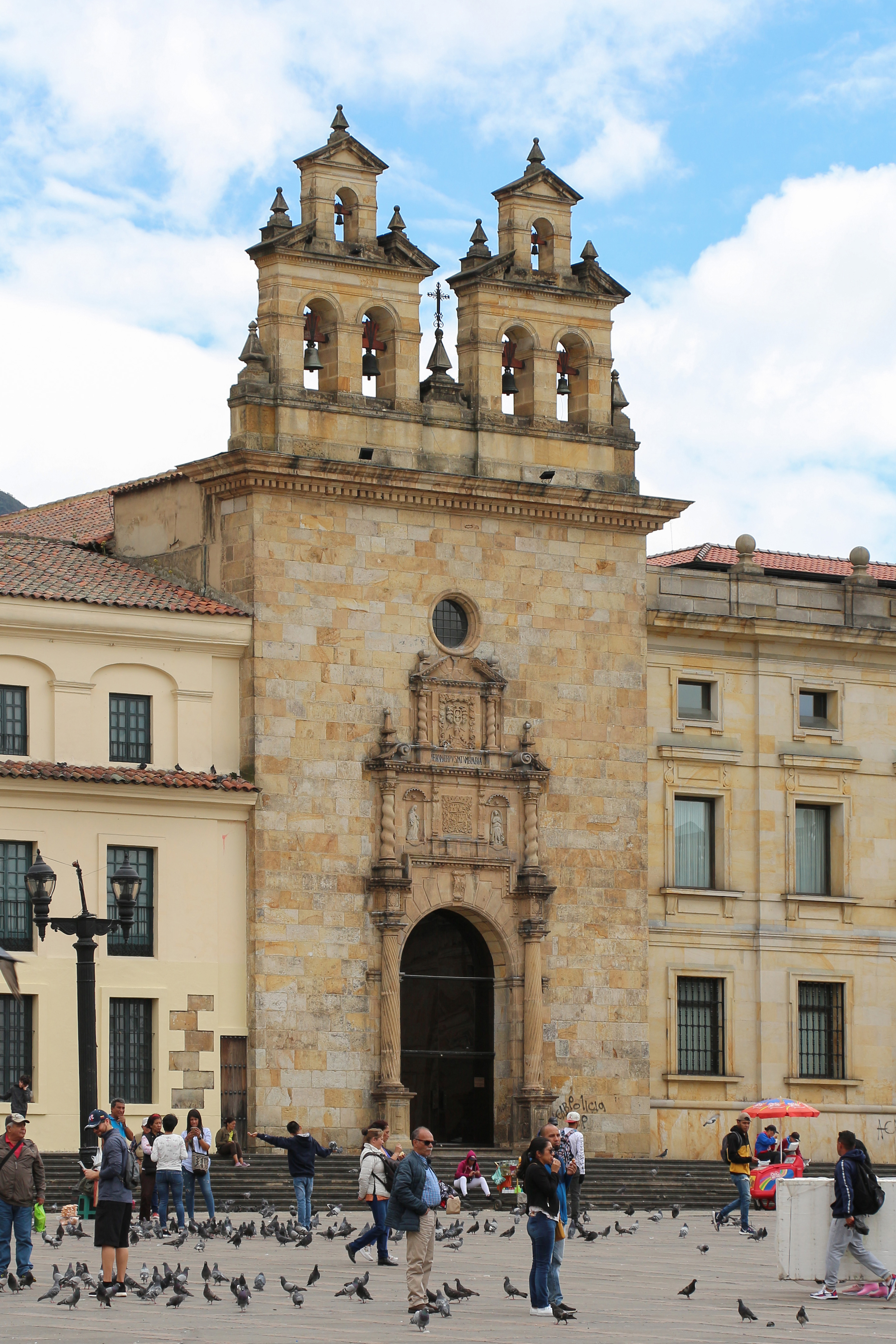
Capilla del Sagrario, Bogotá, Colombia.

Eran los patronos de la Capilla del Sagrario de Bogotá, heredada directamente de Gabriel Gómez de Sandoval y al ser los únicos descendientes del concebidor del templo, en total hubo 11 mayordomos de la familia Vergara que cuidaron y enriquecieron a la capilla con el arte Gregorio Vásquez de Arce y Ceballos y varias otras joyas hasta finales del siglo XIX. Además, allí están enterrados, en una bóveda, muchos de sus miembros como Gabriel Gómez de Sandoval, Francisco de Vergara Azcárate y José María Vergara y Vergara.Años después Eladio Vergara escribe Historia de la Capilla del Sagrario: homenaje a la memoria del Sargento Mayor D. Gabriel Gómez de Sandoval.
En el contexto donde la posesión de un carruaje era un símbolo de estatus, a finales del siglo XVIII, se recuerda que solo había cinco carruajes pertenecientes a las familias más pudientes del virreinato en Santafé. Estos carruajes eran propiedad del Virrey Antonio Caballero y Góngora, del arzobispo de Santafé, de los marqueses de San Jorge, de Pantaleón Gutiérrez conocido como El Patriarca de Santafé y de la Sábana, y de la familia Vergara.Fueron dueños de la célebre hacienda Casablanca cerca a Bogotá por doscientos quince años, desde 1651 hasta 1866. Que está inmortalizada en los escritos de José María Vergara y Vergara en Los Buitres y después fue comprada por el empresario José María Sierra, más conocido como Pepe Sierra.

### Miembros notables
Han tenido varios miembros influyentes en el país, desde nobleza, abogados, militares, religiosos, y altos funcionarios como gobernadores, alcaldes, ministros y presidentes; de los cuales se cuentan siete que han ejercido el cargo de la presidencia de Colombia, que son miembros o están relacionados con la familia por afinidad. Además varios políticos, acádemicos, militares, escritores, ingenieros, arquitectos y empresarios.
Por ejemplo, Joaquín Mosquera y Figueroa fue un político y administrador neogranadino que se desempeñó como presidente de la Regencia del Reino de España (jefe de Estado del Imperio español) en 1812, en otras palabras Rey en funciones y jefe de Estado de España. Era hijo de Teresa de Arboleda y Vergara bisnieta del patriarca de los Vergara, por lo cual Joaquín es tataranieto de Antonio de Vergara Azcárate y de Gabriel Gómez de Sandoval o sea descendiente de la Familia Vergara y de la Casa de Sandoval, y esto se debe a que los Arboledas, los Mosqueras y Vergaras estaban emparentadas entre sí. Así que varios procéres y presidentes de Colombia son descendientes de esta familia como por ejemplo José María de Mosquera y Figueroa, sus hijos Tomás Cipriano de Mosquera y su hermano Joaquín Mosquera, al igual que Francisco Arboleda y Vergara y su hijo y descendientes Antonio Arboleda, Julio Arboleda y Sergio Arboleda.
|              | Joaquín de Mosquera Figueroa y Arboleda Vergara | Presidente de la Junta Suprema Central (Rey en funciones del Imperio Español) Caballero de la Orden de Isabel la Católica | \| Proclamación \| 22 de enero de 1812 \| 22 de enero de 1812 \| \| Abdicación \| 15 de junio de 1812 \| 15 de junio de 1812 \| |
| Proclamación | 22 de enero de 1812                             | 22 de enero de 1812 | |
| Abdicación   | 15 de junio de 1812                             | 15 de junio de 1812 | |

Posteriormente, la familia se involucró en la causa de la Independencia de la Nueva Granada y de Colombia. Algunos miembros fueron aprisionados, perseguidos, juzgados, exiliados, y otros fusilados y asesinados por el ejército español bajo órdenes de Pablo Morillo durante la reconquista de la Nueva Granada como a los hoy mártires de Colombia José de Ayala, Tadeo Vergara y José Gregorio Gutiérrez. Además, la familia tuvo que pagar mucho dinero por prisioneros como Estanislao Vergara que fue muy importante durante la época de la Gran Colombia como primer ministro de Estado, del Interior, Justicia, Relaciones Exteriores, y Presidente del consejo de ministros, ejerciendo como presidente de la Gran Colombia en ausencia de El Libertador Simón Bolívar.
Otros miembros de la familia Vergara también ocuparon cargos importantes, como ministros, gobernadores, diplomáticos y generales en los gobiernos de Simón Bolívar, Francisco de Paula Santander y Rafael Urdaneta.
|  | Luis de Ayala y Vergara                                 | 1812                | 4°Presidente del Estado de Cundinamarca (encargado)                                                                                               |
|  | Felipe de Vergara Azcárate y Caycedo                    | 1812                | 6°Presidente del Estado de Cundinamarca (encargado) Junta de Gobierno designada por Antonio Nariño                                                |
|  | Estanislao Vergara y Sanz de Santamaría                 | 1828-1830           | 3° Presidente de la Gran Colombia (encargado) Ministro de Simón Bolívar, Franciso de Paula Santander y Rafael Urdaneta                            |
|  | Joaquín Mariano de Mosquera Figueroa y Arboleda Salazar | 1830                | 6° Presidente de la Gran Colombia 3° Vicepresidente de la República de la Nueva Granada                                                           |
|  | Tomás Cipriano de Mosquera y Arboleda Salazar           | 1845-1849 1862-1867 | 1°3°6° Presidente de los Estados Unidos de Colombia, 3° de los Estados Unidos de la Nueva Granada, 5° Presidente de la República de Nueva Granada |
|  | Ignacio Gutiérrez Vergara                               | 1861-1862           | Presidente de la Confederación Granadina Guerra de las soberanías                                                                                 |

| Juan de Marutegi y Azcárate                            | Contador Mayor e importante súbdito del Emperador Carlos V quien lo llegó a calificar como indispensable para la corona en diferentes ocasiones. Dueño del Mayorazgo de Marutegi            |
| Andrés Martinez de Marutegi y Azcárate                 | Mayor Contador Real |
| Sebastiana de Azcárate y Marutegi                      | Sucesora de los Mayorazgos de Azcárate, Zabala, Rekalde y Gabiria casa solares del país vasco                                                                                               |
| Martin De Vergara y Azcárate                           | Noble y Notario |
| Francisco de Vergara y Azcárate                        | Alférez, Capitán General de Artillería del Imperio Español y gobernador de la Mamora. |
| Antonio de Vergara Azcárate y Dávila                   | Caballero de Santiago, Tesorero Real de la casa de la moneda y Gobernador de Cartagena de Indias y Mérida. Alcalde ordinario de Santafe (1638-1639 y 1674-1675), Alguacil mayor Inquisicion |
| Francisco de Vergara Azcárate Mayorga y Olmos          | Contador de la Real Hacienda con asiento en el tribunal de cuentas |
| José Sebastían Vergara Azcárate                        | Teniente corregidor Bucaramanga, Alcalde de Pamplona y religioso de la Orden de Santo Domingo                                                                                               |
| José de Ayala y Vergara                                | Militar, alcalde de Santafé y mártir de la Independencia de Colombia |
| Úrsula Gomez de Sandoval y Mesa                        | Heredera de la capilla del Sagrario de Bogotá, hija mayor del fundador y provenientes de nobleza Española, su abuelo era el conde de Lerma                                                  |
| Francisco José Manuel Vergara Azcarate Vela y Sandoval | Regente Real del Tribunal de cuentas por Carlos III, Tesorero mayordomo de la capilla del sagrario, bisnieto del fundador                                                                   |
| Juan de Vergara Y Caycedo                              | Real Hacienda |
| Martín Vergara Azcárate                                | Alcalde y Notario en Alcórcon, España |
| Tadeo Vergara                                          | Oficial Ejército realista |
| Diego de Vergara Azcárate                              | Hidalgo por carta ejecutoria, Alcalde estado noble y regidor , Notario en Alcórcon, España. 1800                                                                                            |
| Francisco de Arboleda y Vergara                        | Capitán de las milicias, Alcalde y teniente gobernador de Popayán |
| Francisco Xavier Vergara Azcárate y Caycedo            | Agente Fiscal Real Audiencia |
| Cristóbal de Vergara Azcárate y Caycedo                | Intendente y Gobernador Dpto Cauca, Boyacá y Cundinamarca |
| José María Vergara Lozano                              | General, diplomático, Escritor. Descendiente del Marqués de San Jorge. |
| José de Ayala y Vergara                                | Alcalde & Teniente Coronel Comandante |
| Antonia Vergara Sanz de Santamaría                     | Mártir y partícipe de la Independencia de Colombia |
| José María Vergara y Vergara                           | Escritor, Poeta, Secretario de Cundinamarca, tesorero de la casa de la moneda & fundador de la Academia Colombiana de la Lengua.                                                            |
| Joaquín Pardo Vergara                                  | Arzobispo |
| Isidro Vergara                                         | Mayordomo de la Capilla del Sagrario de Bogotá |
| Saturnino Vergara Moure                                | Archivero Nacional, Escritor e Historiador Colombiano |
| Francisco Javier Vergara y Velasco                     | Geógrafo, cartógrafo, historiador y general colombiano |
| Julio César Vergara y Vergara                          | Ingeniero, matemático, académico e historiador colombiano. |
| Eduardo Vergara Wiesner                                | Director de Instituto Colombiano de Bienestar Familiar y primer notario en realizar un matrimonio digital en Hispanoamérica.                                                                |
| Juan Carlos Vergara Silva                              | Académico, Lingüista y director de la Academia Colombiana de la Lengua. |
| Sofia Vergara Vergara Vergara                          | Actriz, modelo y presentadora |
| Claudia Daniela Vergara Rentería                       | Diseñadora de modas y presentadora colomboestadounidese |

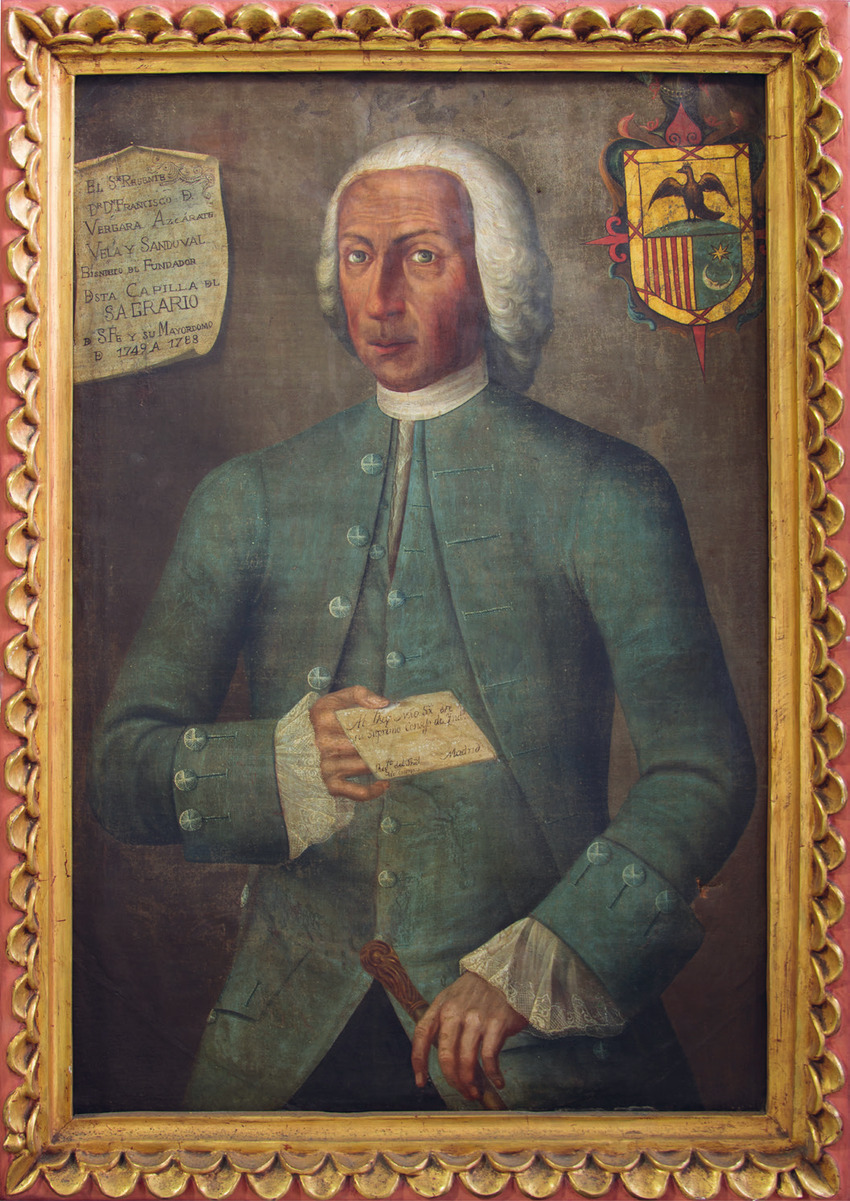
Francisco de Vergara Azcárate
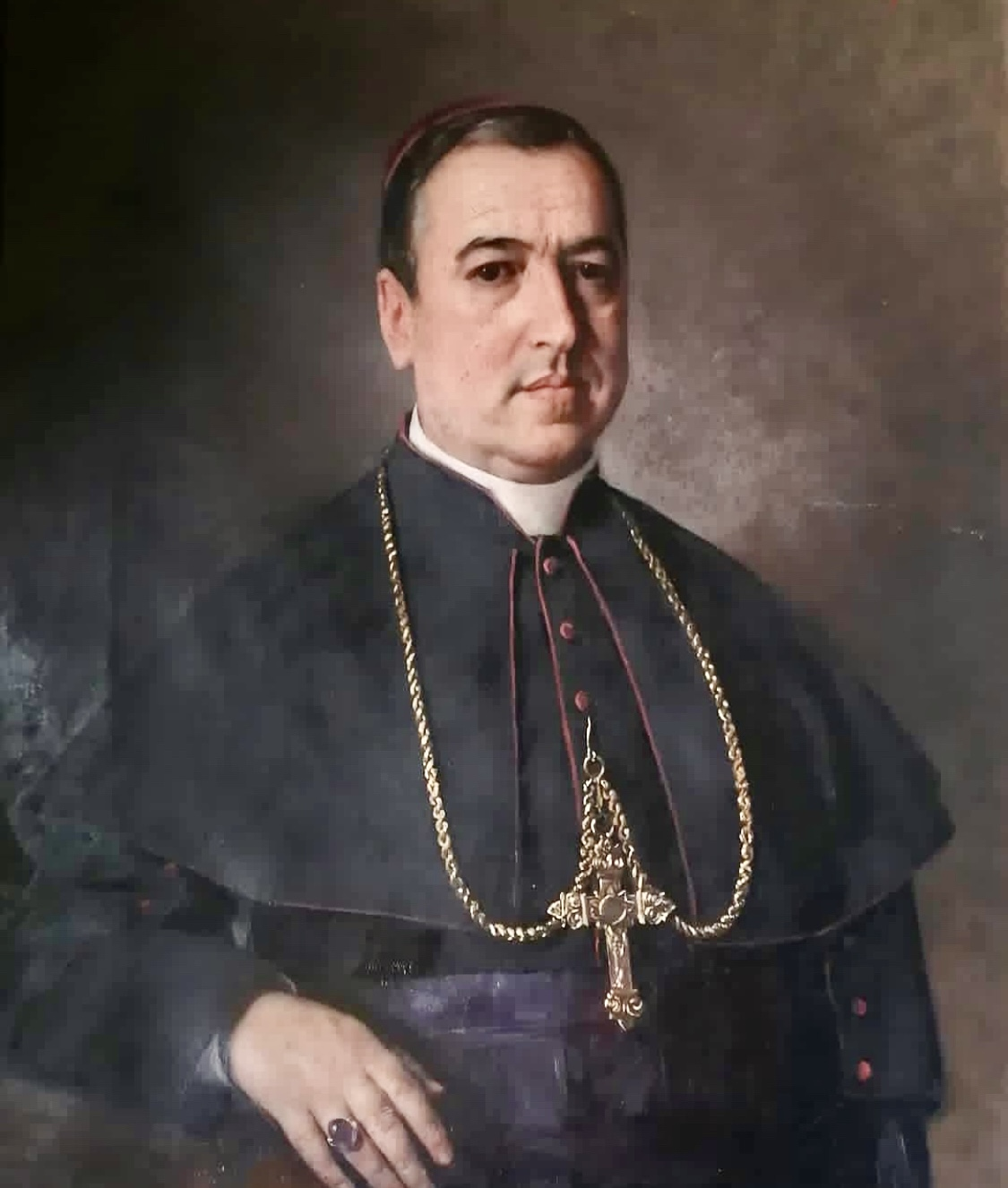
Arzobispo Joaquín Pardo Vergara
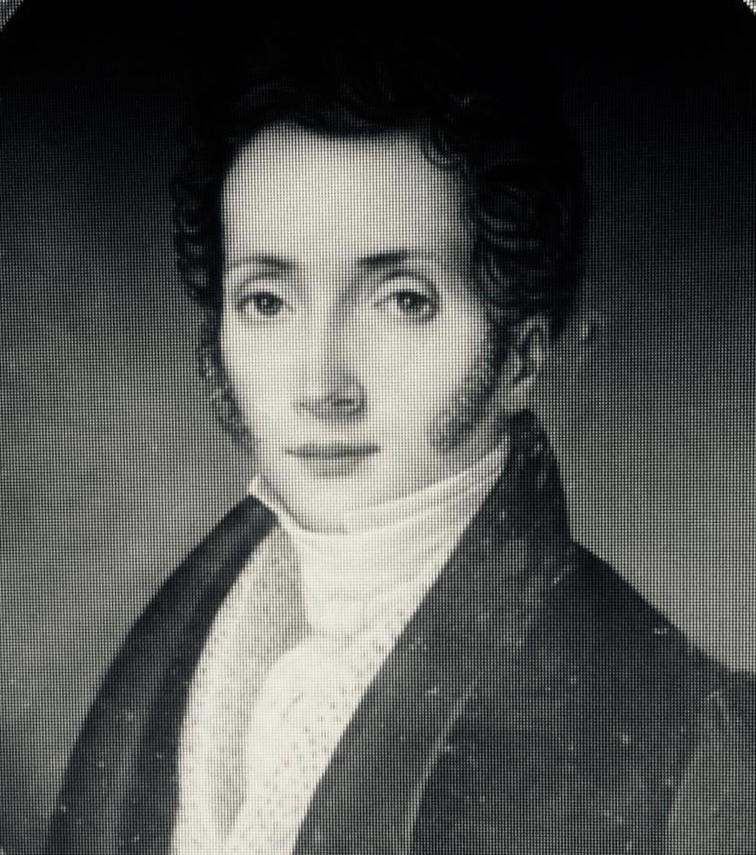
Antonio Arboleda Vergara y Arrachea Mosquera
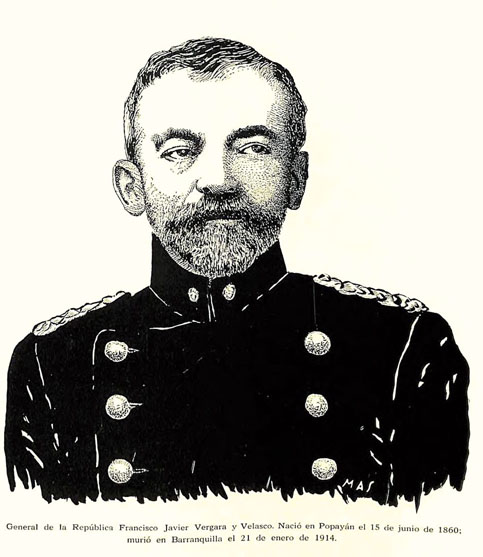
General Francisco Javier Vergara y Velasco
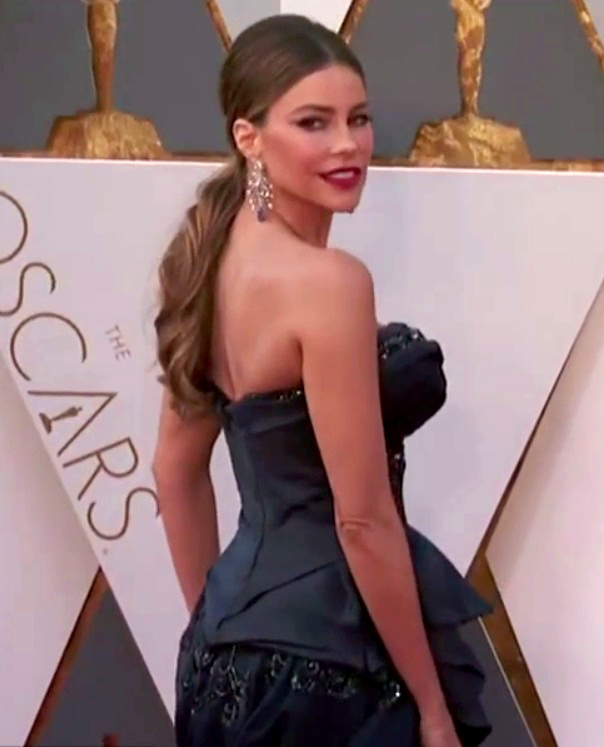
Sofía Vergara y Vergara

##### Heráldica
Forma del Escudo: Partido en mantel. Cuartel del jefe : Aguila explayada en sable (negro), coronada de oro, sobre base natural (sinople), en campo ,de oro. Cuartel de la punta : Partido, en faja. En el flanco diestro : cinco barras verticales de oro en campo de gules (rojo). En el flanco siniestro: luna ,creciente en plata sobremontada de una -estrella de oro de ocho pruntas, en campo de azur. Bordura de oro con ocho cruces aspadas o de San Andrés en gules. Anoho: un décimo del escudo. Este va recostado sobre la cruz de Santiago (roja). Adornos: yelmo de frente de diez barras con tres plumas por cimera, dos azules y una amarilla al centro; selva de lambrequines.

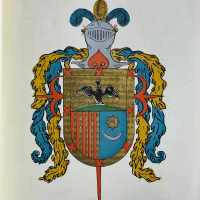
Escudo Heráldico de Antonio de Vergara Azcárate
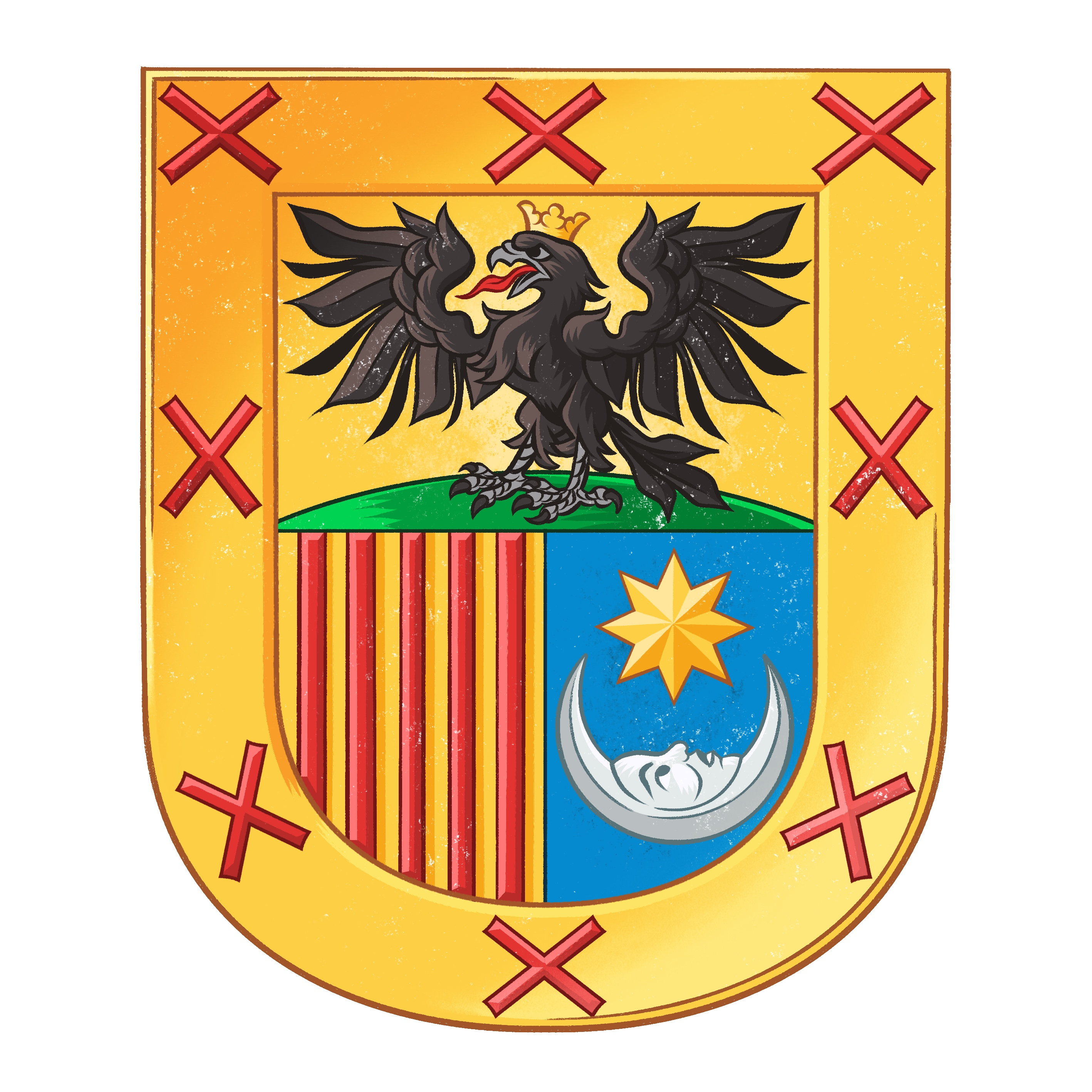
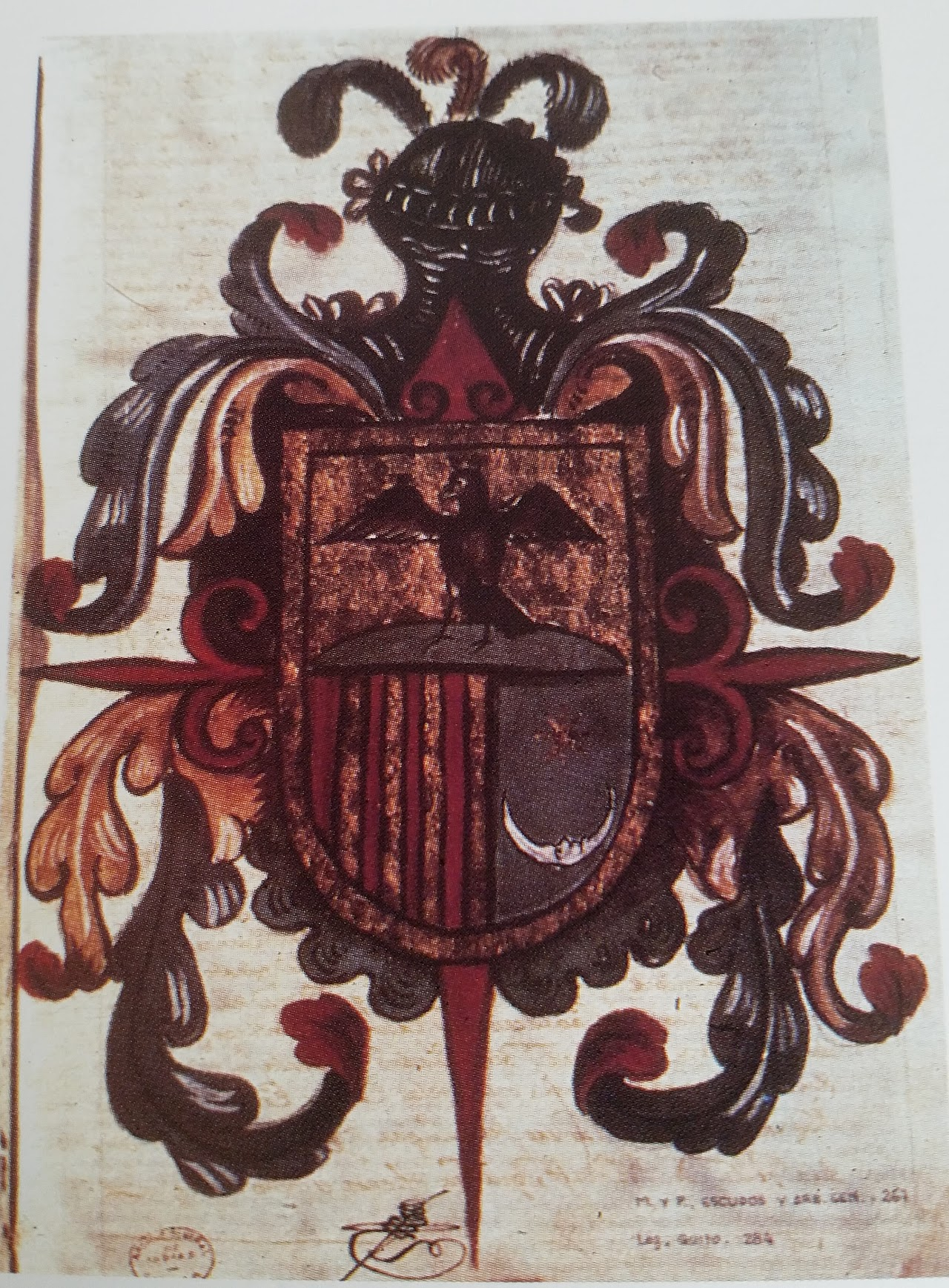
Escudo de Armas de Manuel Ventura Vergara, Archivo de Indias en Ecuador.
Escudo de monseñor Joaquín Pardo Vergara, Arzobispo de Medellín. Colombia.
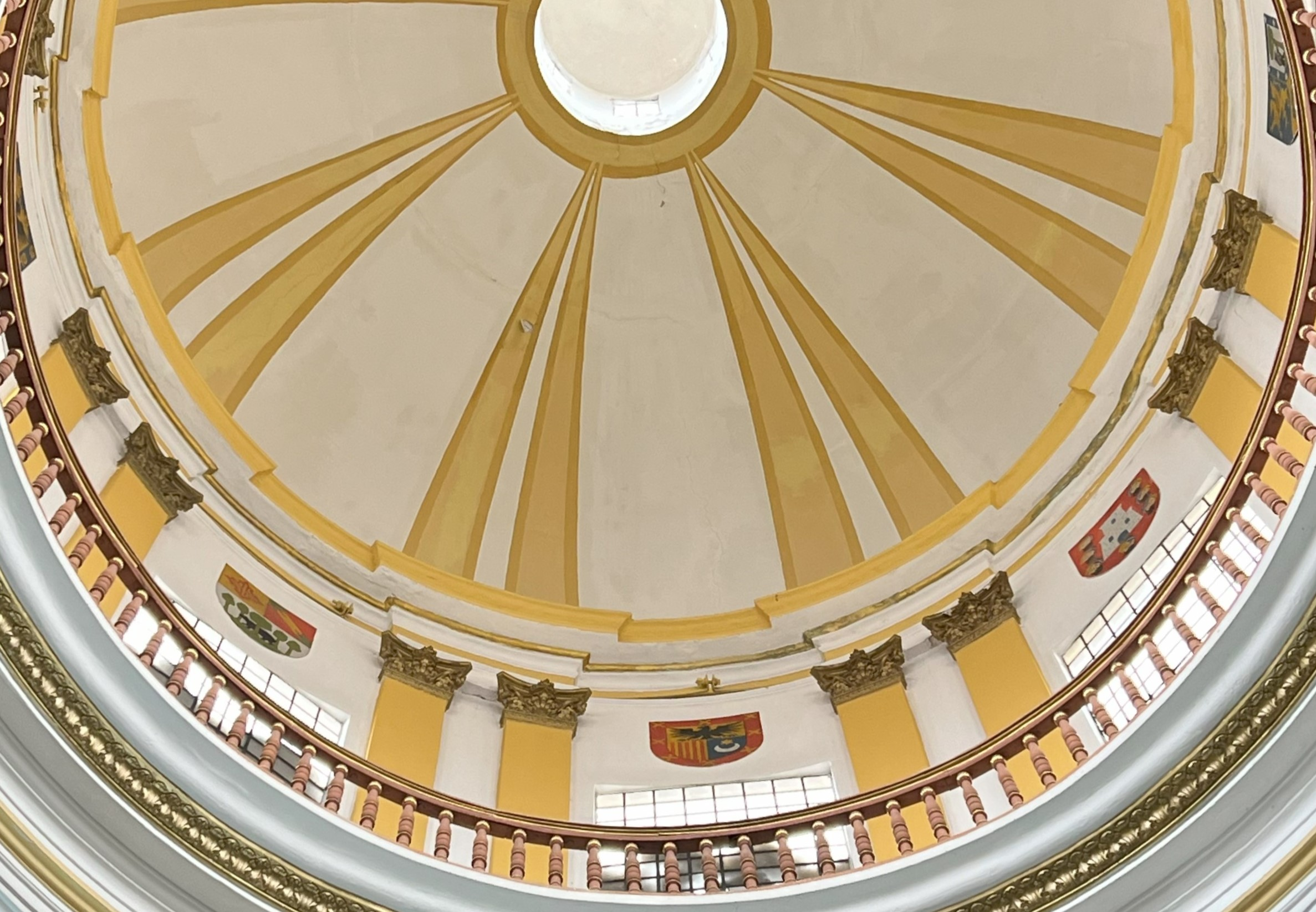
Cúpula capilla del Sagrario de Bogotá con el escudo de los Vergara

## Chile
La familia Vergara de Chile fue una acaudalada familia, considerada de las primeras fundadoras del país. Fundada por el Alférez real, Juan Martínez de Vergara, nacido en Gibraleón, Huelva. Llegó a Chile en 1601. Entre sus miembros figuran ilustres personajes de la sociedad Chilena.

Juan Martínez de Vergara fue un hidalgo que llegó a las Indias destinado a la guerra de Chile en los campos de Arauco en 1601. Vino enrolado en la tropa que acompañó al gobernador Alonso de Ribera, considerado el organizador del ejército en el reino de Chile. Formó en la compañía que mandaba el capitán Gines de Lillo y asistió con sus Armas en los fuertes de Santa Fe y Talcahuano. En 1628 ya figuraba en el grado de capitán. Es el tronco de una de las más importantes familias coloniales chilenas.

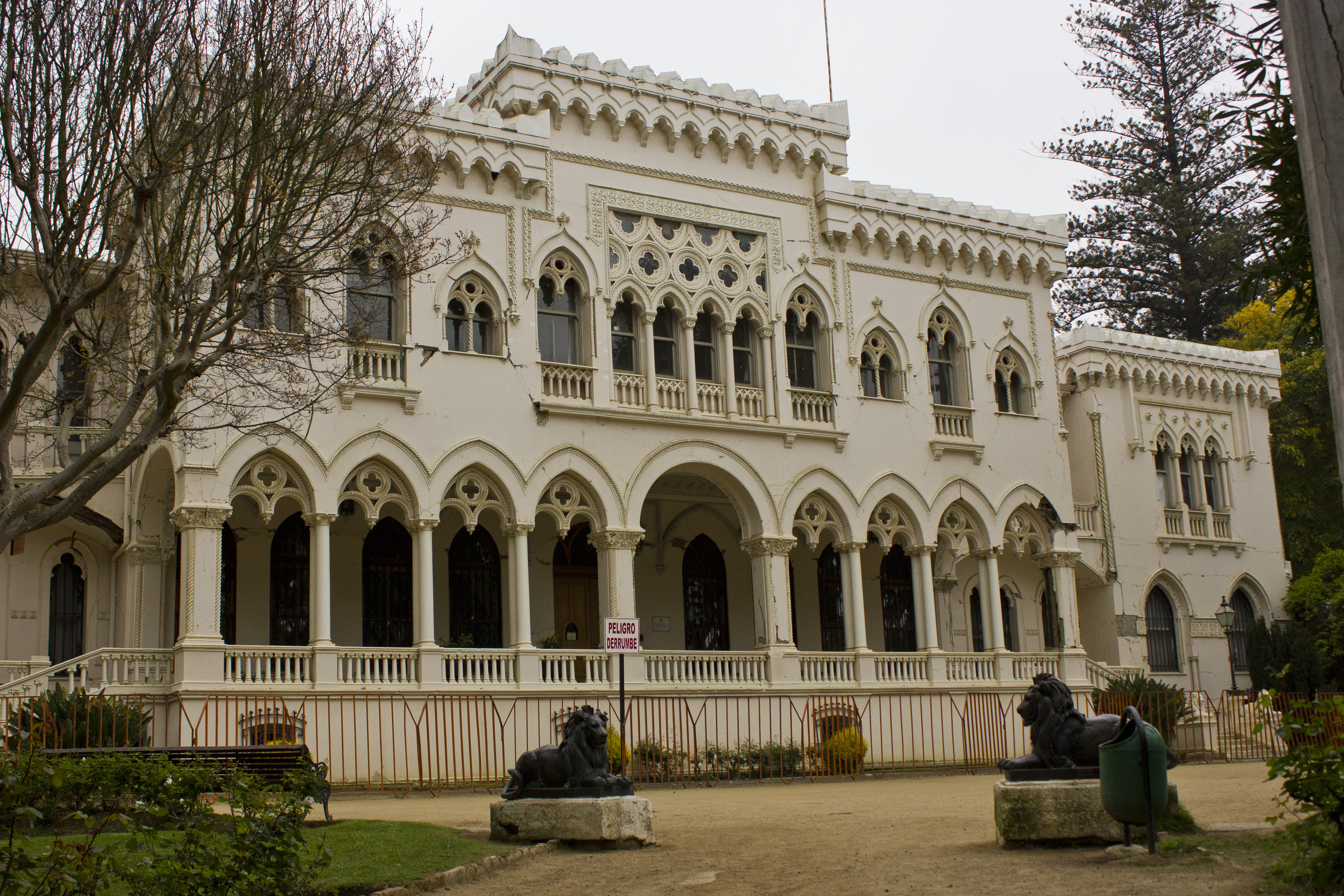
Palacio Vergara, Monumento Nacional de Chile

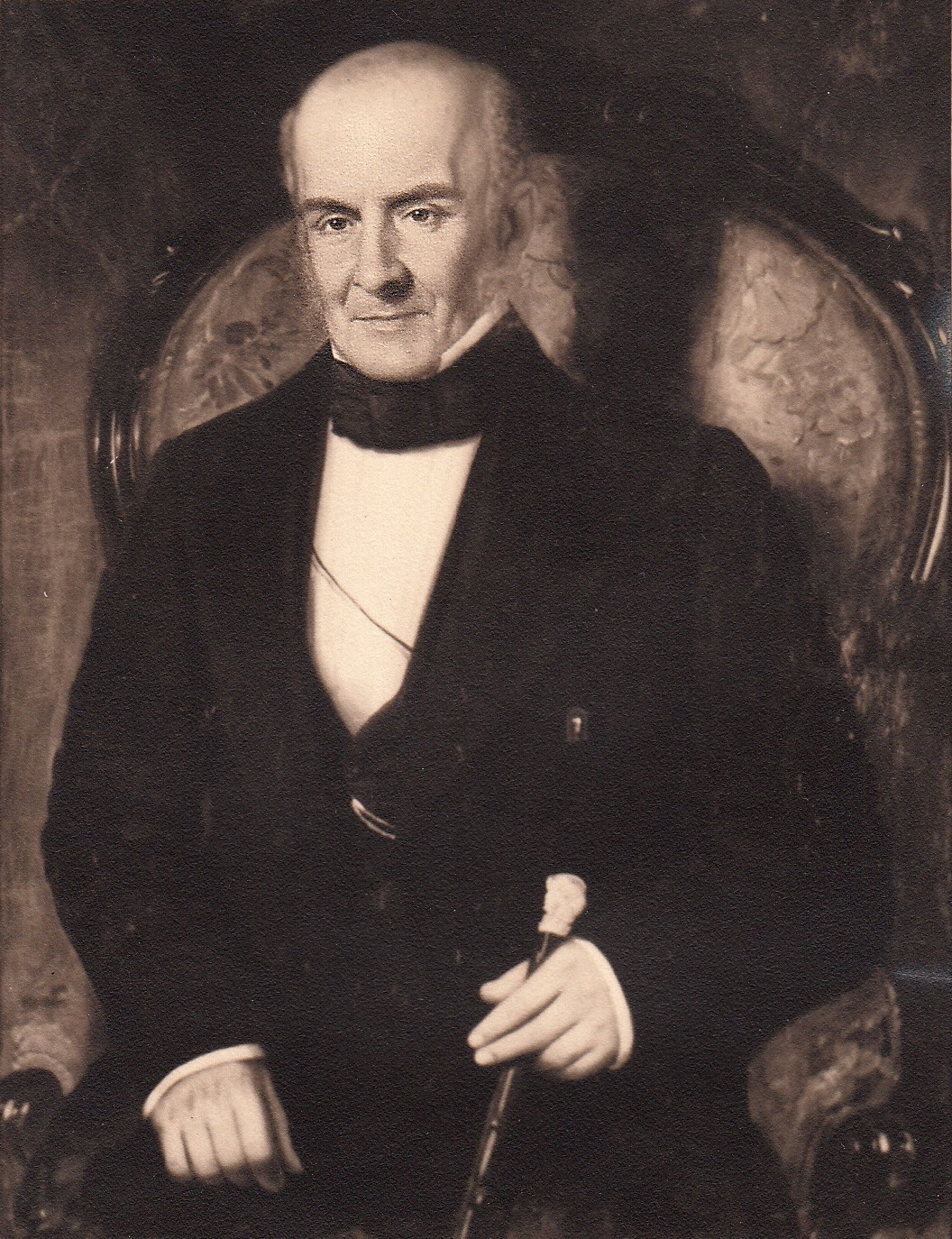
Pedro Nolasco Vergara Albano, diputado, gobernador y agricultor chileno.

Hijo de Juan Martínez de Vergara, originario de Guipúzcoa y de doña Isabel Alonso Márquez vecina de Gibraleón. Esta era hija de Pedro Alonso y Teresa Márquez de igual naturaleza.
Contrajo matrimonio en 1634 con doña Magdalena de Leiva Sepúlveda, hija del capitán sevillano Antonio de Leiva Sepúlveda y de Mariana de la Cerda Niza y Corral.

## Origen y Apellido
Vergara es un apellido toponímico vasco derivado del nombre de un lugar, que en este caso lleva el nombre de la localidad vasca que se encuentra en Guipúzcoa (País Vasco, España). En España muchas familias adoptaron esta tendencia de utilizar un apellido toponímico para asociarse a un lugar o una casa noble. 

Guipúzcoa, Pais Vasco

## Toponimia
- Muelle Vergara
- Quinta Vergara
- Palacio Vergara

- Vergara, España.
- Vergara, Colombia.
- Vergara, Uruguay
- "Batallón de Ingenieros No. 2 "Coronel Vergara Y Velasco"